# Ашенауэр, Рудольф
Рудольф Ашенауэр (нем. Rudolf Aschenauer; 21 декабря 1913, Регенсбург, Германская империя — 28 января 1983, Нюрнберг, ФРГ) — немецкий адвокат, защищавший на судебных процессах нацистских преступников. Ашенауэр был одним из организаторов и председателей организации «Тихая помощь».

## Биография
Рудольф Ашенаэур родился 21 декабря 1913 года в семье железнодорожника.  Ашенауэр вырос в Регенсбурге и посещал там народную школу и гуманитарную гимназию.  В январе 1932 года вместе с семьей переехал в Мюнхен, где весной 1934 году окончил гимназию. В ноябре 1933 года был зачислен в Штурмовые отряды (СА), но в марте 1934 года вышел из организации по состоянию здоровья. С 1934 года поступил на юридический факультет в Мюнхенский университет, вступил в национал-социалистический союз студентов Германии и принадлежал к католическому братству «Оттония» в Мюнхене. Ещё будучи студентом, Ашенауэр был активным членом ассоциации немцев за границей (VDA). 1 мая 1937 года вступил в НСДАП (билет № 4686956). В январе 1938 года сдал первый государственный экзамен. В марте 1938 года начал проходить производственную практику. С 1939 года работал в мюнхенском отделении министерства народного просвещения и пропаганды, где занимал должность начальника отдела культуры. Один из нацистских чиновников считал Ашенауэр «надёжным и пригодным для использования национал-социалистом», который «в любое время от всего сердца отстаивал движение и государство». 8 апреля 1941 года сдал второй государственный экзамен и на следующий день был призван на военную службу. После короткой подготовки в 43-м запасном артиллерийском дивизионе в Ландсхуте в апреле 1941 года был призван в оккупированную Францию и всю войну служил во 2-м дивизионе 212-го артиллерийского полка. В октябре 1941 года был переведён на Восточный фронт, где его подразделение участвовало в блокаде Ленинграда. Впоследствии воевал на Западном фронте. За исключением Медали «За зимнюю компанию на Востоке 1941/42», Ашенауэр не получил никаких наград и к концу войны был произведен в унтер-офицеры.
В мае 1945 года был взят в плен американскими войсками и вскоре освобождён. В 1946 году в ходе процедуры  денацификации был классифицирован как «соучастник», но оспорил это решение и 8 июля 1947 года денацификационной палатой Мюнхена был отнесён к категории «освобождённых».

### Участие в судебных процессах
После освобождения из плена Ашенауэр проводил время в библиотеке земельного суда Мюнхена. 24 апреля 1946 годастал одним из официальных защитников Штурмовых отрядов (СА) на Нюрнбергском процессе. На том же процессе защищал Вальтера Функа — бывшего министра экономики нацистской Германии. После окончания Нюрнбергского процесса поступил на работу в Мюнхенскую прокуратуру. С 3 января 1947 года работал адвокатом на последующих Нюрнбергских процессах. На процессе над нацистскими судьями защищал Ганса Петерсена, начальника главного управления кадров высшего руководства СА и председателя народной палаты, который был впоследствии оправдан. На процессе по делу IG Farben защищал Генриха Гаттино, директора химического концерна IG Farben. На процессе по делу об айнзацгруппах выступал защитником Отто Олендорфа, бывшего командира анйзацгруппы D. До начала процесса Олендорф 3 января 1946 года дал показания на Нюрнбергском процессе о том, что возглавляемая им айнзацгруппа D в период с июня 1941 по июнь 1942 года уничтожила не менее 90 000 человек. 10 апреля 1948 года Олендорф был приговорён к смертной казни. До казни Олендорфа в 1951 году Ашенауэр добивался пересмотра судебного решения или помилования
С 30 сентября 1947 года Ашенаэур стал работать в юридической фирме бывшего премьер-министра Баварии и основателя ХСС Фрица Шеффера. В 1949 году Ашенауэр связался с сенатором Джозефом Маккарти, заявив, что обвинение на процессе Мальмеди было вынесено только признаниями, полученными с помощью пыток. Маккарти, в свою очередь, использовал эти обвинения на слушании в американском сенате в мае 1949 года. В качестве доказательств Ашенауэр приводил публикации в немецкой прессе, которая ставила под сомнение законность процессов над нацистами.
В 1949 году Ашенаэур получил докторскую степень по праву в университете Эрлангена и защитил диссертацию на тему юрисдикции американских военных трибуналов в Нюрнберге.
По инициативе Ашенауэра и Георга Фрёшмана в 1949 году был создан церковный комитет по оказанию помощи заключённым. Первое собрание состоялось 26 ноября того же года в архиепархии в Мюнхене. Управление офисом перешло к бывшему референту Эрнста Кальтенбруннера и сотруднику Главного управления имперской безопасности (РСХА) Генриху Мальцу.
Ашенауэр состоял в «сообществе по праву и экономике», работавшей в прессе и поддерживавшей обвиняемых и осуждённых военных преступников. С 1950 по 1953 год издавал журнал «Другая сторона», редактором которого было сообщество по праву и экономики. Кроме того, с 1949 года участвовал в собрании гейдельбергского кружка юристов, которые координировали пересмотр судебных решений союзников касающихся военных преступников. С 1951 года был членом совета учредителей организации «Тихая помощь».
В 1958 году защищал на Ульмском процессе по делу об айнзацгруппах одного из главных обвиняемых Вернера Херсмана. В 1960 в качестве адвоката представлял интересы Макса Зимона, обвинённого в казни троих человек в Бретхайме незадолго до конца войны. В 1964 году был адвокатом Карла Вольфа, обвинявшегося в пособничестве в убийстве 300 000 евреев. В 1965 году вместе с адвокатом Шаллоком пытался оправдать служившего в концлагере Освенцим сотрудника гестапо Вильгельма Богера. В 1968 году вместе с адвокатом Зауэром защищал бывшего унтерштурмфюрера СС Вильгельма Розенбаума, который обвинялся в убийстве 169 человек.
В 1977 году Ашенаэур был председателем правого сообщества немецких культурных связей за границей (VDA) и был опубликован в правоэкстремистском журнале «Нация и Европа». Книги Ашенаэур издавал либо самостоятельно, либо в праворадикальных экстремистских издательствах, таких как издательский дом «Берг» или издательство Дамм, в которых также публиковались такие люди, как отрицатель Холокоста Поль Рассинье и осуждённый военный преступник Лотар Рендулич.

## Публикации
Авторские
1. К вопросу о пересмотре судебных процессах по делам военных преступников — издательство Рудольфа Ашенаэура, Нюрнберг, 1949
2. Право и правда в случае Мальмеди — Заявление по докладу комитета американского сената по вопросам судебного процесса Мальмеди — издательство Рудольфа Ашенаэура, Нюрнберг, 1950
3. Ландсберг — документальный репортаж с немецкой стороны — Ассоциация права и экономики, Мюнхен, 1951 (О Ландсбергской тюрьме, в которой содержались осуждённые нацистские преступники)
4. Власть против права — неизвестные материалы судебной практики американецев и британцев по поводу процессов над военными преступники — Ассоциация экономики и права, Мюнхен, 1952 года
5. Случай Мальмеди — 7 лет после приговора — издательство Рудольфа Ашенаэура, Мюнхен, 1953
6. Случай Шёрнера — выяснение — издательство Рудольфа Ашенаэура, Мюнхен, 1962 (О случае с Фердинандом Шёрнером)
7. Случай Герберта Капплера — призыв к закону, правде и пониманию — издательство Дамм, Мюнхен, 1968
8. За правду и справедливость в случае с Гербертом Капплером — издательство Дамм, Мюнхен, 1969 (о представленном Ашенауэром Герберте Капплере)
9. Случай Редера — заключительная речь права и правды — издательство Фовинкель, Берг, 1978, ISBN 3-921625-13-0 (Письмо о случае с осуждённым в Италии штурмбаннфюрером СС Вальтере Редере, которого защищал итальянский адвокат Широ и его немецкий коллега Клаус-Иоахим фон Хейдебрек[нем.])
10. Заграничные немцы — 100 лет народного творчества, затрат и участи — издательство Тюрмер, Берг, 1981, ISBN 3-87829-065-9
11. Война без границ — партизанская борьба против Германии 1939—1945 — издательство Друффель, Леони[нем.], 1982, ISBN 3-8061-1017-4

Издательские
1. Я, Адольф Эйхман. Исторический отчёт свидетеля — издательство Друффель, Леони, 1980, ISBN 3-8061-1004-2